# درباره چری
دربارهٔ چری (به انگلیسی: About Cherry) فیلمی به کارگردانی استیون الیوت و نویسندگی لورلی لی و استیون الیوت محصول سال ۲۰۱۲ میلادی است.

## بازیگران
- اشلی هینشاو در نقش Angelina / Cherry
- جیمز فرانکو در نقش Francis
- دو پتل در نقش Andrew
- هیتر گراهام در نقش Margaret
- لیلی تیلور در نقش Phyllis
- دیان فار در نقش Jillian
- مگان بون در نقش Jake
- وینسنت پالو در نقش Paco
- جانی وستون در نقش Bobby
- ارنست وادل در نقش Vaughn
- سنسی پیرل در نقش Vikki
- مایا راینس در نقش Jojo